# اکسل ساندرمن
اکسل ساندرمن (انگلیسی: Axel Sundermann؛ زادهٔ ۲۳ ژانویهٔ ۱۹۶۸) بازیکن فوتبال اهل آلمان است.
از باشگاه‌هایی که در آن بازی کرده‌است می‌توان به باشگاه فوتبال هانوفر ۹۶، باشگاه فوتبال بوخوم، و باشگاه فوتبال فرایبورگ اشاره کرد.